# Надичі
На́дичі — село у Львівському районі Львівської області.

## Історія
Надичі (пол. Nadycze) — село, належало до Жовківського повіту, за 14 км на пд.-сх. від Жовкви, одразу на схід від Куликова. На північ лежать Могиляни, на схід Гребінці, на південь Нове Село, на захід Куликів. Води з території села течуть до Полтви за посередництвом Куликівки, яка пливе від заходу з Куликова на схід до Гребінців через південну частину території. В цій частині території, переважно підмоклій, лежала сільська забудова і корчма «Краків'янка». В північній частині, на підвищенні, стояла корчма «Забава». В 1880 році було 204 жителі в гміні, 63 на території двору.

## Населення

### Мова
Розподіл населення за рідною мовою за даними перепису 2001 року:
| Мова       | Кількість | Відсоток |
| ---------- | --------- | -------- |
| українська | 371       | 100%     |

## Відомі особи
- Кубра Олег Богданович (05.03.1995 - 23.11.2015) - солдат ЗСУ, сержант поліції, був у складі Батальйону поліції особливого призначення "Львів" ГУ НП України в Львівській області. Загинув у м. Маріуполь, суч. Маріупольського району, Донецької області. Похований у с. Надичі.
- Ненчук Андрій Миколайович (15.07.1991 - 24.08.2023) - солдат ЗСУ, загинув поблизу с. Роботине, Пологівського району, Запорізької області.

## Див. також

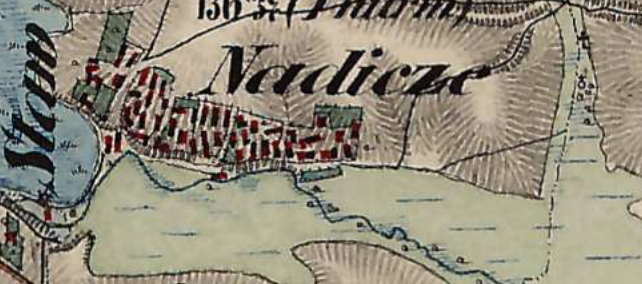
Надичі на мапі XIX століття. Зліва видно частину старого надицького ставу, справа видно Святе джерело, або теперешня Капличка перенесення мощей святого Миколая.